# Socialdemokratisme
Socialdemokratisme (også reformisme) er en politisk og økonomisk filosofi indenfor socialisme,
 hvor staten spiller en central rolle for lige udviklingsmuligheder og lige rettigheder for den enkelte borger i et samfund. Ideologien skal sikre en mere lige indkomstfordeling i samfundet via reformer inden for rammerne af den private ejendomsret og en reguleret form for kapitalistisk økonomi. Socialdemokratisme er blevet beskrevet som den mest almindelige form for vestlig eller moderne socialisme,

 såvel som den reformistiske gren af demokratisk socialisme.

Den danske version af ideologien forbindes traditionelt med Socialdemokraterne, men bevægelsen dækker i dag bredt i dansk politik. Den europæiske socialdemokratisme voksede især frem i 1800-tallets Tyskland anført af Ferdinand Lassalle, Eduard Bernstein og Karl Kautsky. I Danmark forløb samme udvikling samtidigt i Socialdemokratiet og Arbejderbevægelsen.
Socialdemokraterne kom i 1924 til magten i Danmark under Thorvald Stauning og har præget samfundsudviklingen i efterkrigstidens Danmark markant med socialdemokratisk ledede regeringer i 35 ud af 55 år i perioden mellem befrielsen og årtusindskiftet. Udviklingen af velfærdsstaten efter krigen er i vid udstrækning et produkt af socialdemokratismens politiske ideologi og arkitektur.

I de seneste to årtier er forskellen på socialdemokratisk og borgerlig politik blevet mindre, i Danmark såvel som i en række andre nord- og vesteuropæiske lande. Det er et resultat af, at mange borgerlige partier har anerkendt velfærdsstaten, samt at mange socialdemokratiske partier er blevet mere markedsorienterede.